# Покладання Христа у гроб
«Покладання Христа у гроб» — картина біблійної тематики, яку створив художник з міста Феррара Бенвеннуто Тізі, відоміший як Гарофало (1481—1559).

## Історія побутування
Московський цар Петро І відправив до Венеції у 1716 році московського посла. Серед завдань дипломата Беклемішева були також нагляд за московськими учнями, художниками Іваном та Романом Нікітіними та придбання для московського царя творів мистецтва в Італії, яку в ту добувважали батьківщиною мистецтв. Петро І і сам планував відвідати Венецію, про яку йому розповідав ще голландський мандрівник і художник Корнеліс де Брейн (1652—1727), який працював в столиці Адріатики. Але повстання стрільців у Москві вимусило царя покинути Австрію і дістатися бунтівної столиці, де розпочалося придушення повстання. Нові візити в Європу вже були спокійніші.
Дипломат Беклемішев старанно виконував царські завдання. Разом з повертаючимся до Московії художником Іваном Нікітіним Беклемішев передав твори мистецтва, придбані в Італії і дипломатичну пошту. В опису мистецьких творів зазначені:
- образ «Різдво Христове», створений на зразок мозаїки, але бісером;
- дві малі картини з зображенням якогось італійського палацу;
- картина «Ноїв ковчег»;
- «бінокул» або подвійна труба, щоб дивитись обома очима;
- двадцять шість картин зі зображенням квітів і різних тварин.

Серед зазначених картин був і образ «Покладання Христа у гріб», який московський посол отримав в Римі від кардинала Оттобоні як дипломатичний подарунок. За твердженням князя церкви Оттобоні, не сильного у атрибуції, картину створив сам Рафаель Санті. Картина призначалася для царських палаців у новій столиці — Санкт-Петербурзі. Твором престижного в Італії і Ватикані художника Рафаеля Санті кардинал Оттобоні збільшував значення і «столичність» Санкт-Петербурга.
Полотно було збережене і передане до Імператорського Ермітажу. Дослідження провели пізно. Виявилося, що твір належить не самому Рафаелю, а його учню і помічнику, який допомагав колись Рафаелю створювати фрески у Ватикані.

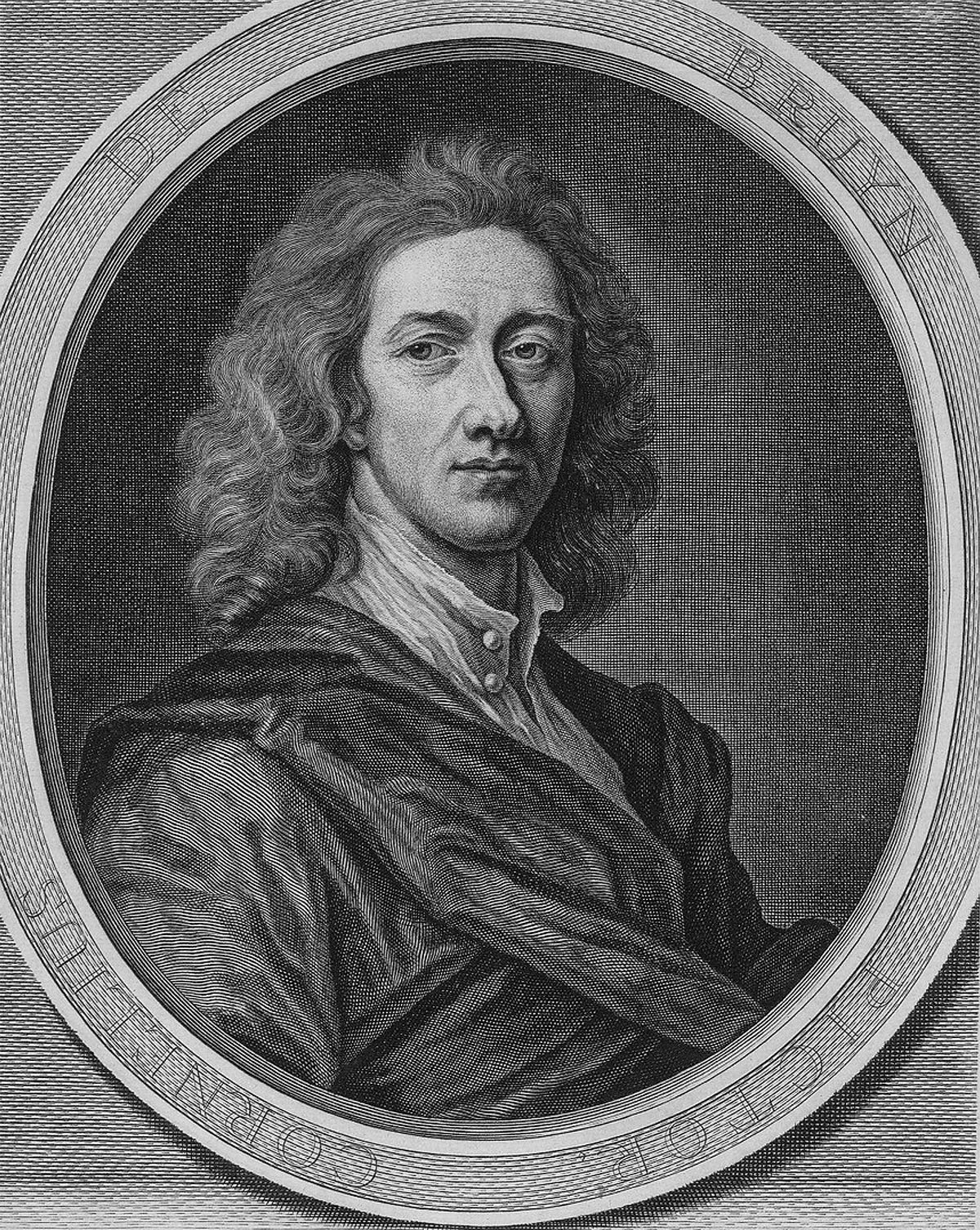
Корнеліс де Брейн
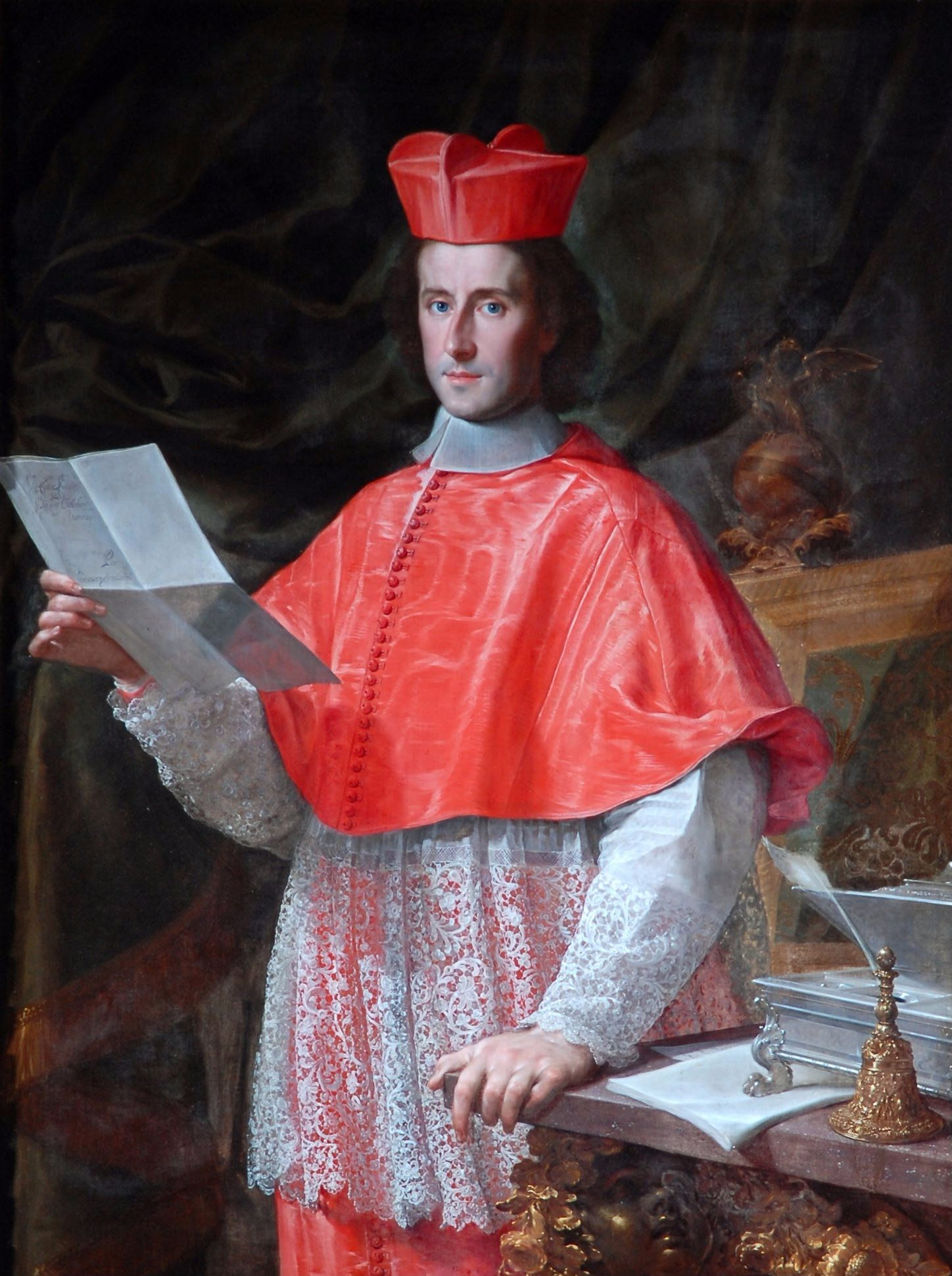
Худ. Франческо Тревізані. Кардинал Оттобоні
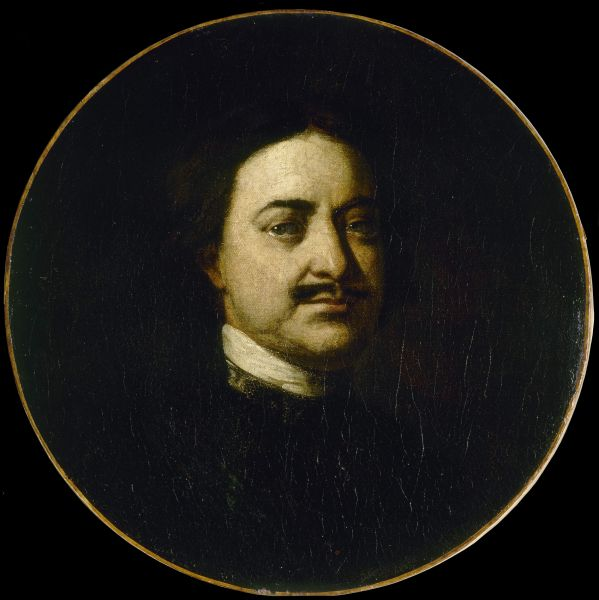
Худ. Іван Нікітін. Цар Петро І.

## Опис твору
У невеличкому просторі перед печерою, де планують поховати вчителя нового віровчення, прихильники месії готуються до поховання. Це останні хвилини і невеличке зібрання віддає останню шану — чоловіки в умовно — арабському вбранні кладуть закатованого у гріб, а жінки віддані жалю. Найсильніше горе виявила Марія Магдалина, особа пристрасна, несамовита в почуттях. Композиція нагадує мармуровий рельєф, коли всі персонажі розташовані на першому плані. Глибину композиції надають отвір печери і далекий гірський пейзаж праворуч. Живопис — заглажений, персонажі — ідеалізовані і чимось нагадують казково-міфологічних персонажів картин молодого Рафаеля Санті (« Лицар на перетині шляхів», «Заручини Марії та Йосипа»). На відміну від гармонійних картин раннього Рафаеля Санті, цей твір драматичного спрямування.